# Krzysztof Radziszewski
Krzysztof Radziszewski (ur. 20 września 1987) – polski lekkoatleta, płotkarz, reprezentant KKL Kielce.

## Rekordy życiowe
- bieg na 110 m przez płotki - 14,08 (2009)
- bieg na 60 m przez płotki (hala) - 8,04 (2010)